# Ökologische Betroffenheit
Die Ökologische Betroffenheit eines Unternehmens spiegelt wider, inwiefern durch Umweltschutzforderungen von ökologischen Anspruchsgruppen (Stakeholder) ein Sanktionspotenzial gegen das Unternehmen besteht.

## Definition des Begriffs
In der Literatur gibt es keine einheitliche Definition, da die Ökologische Betroffenheit aus verschiedenen Perspektiven wahrgenommen werden kann.
Kirchgeorg nimmt eine Unterteilung in subjektive und objektive Betroffenheit vor. Unter der subjektiven Betroffenheit wird die Intensität der Forderungen von Anspruchgruppen verstanden. Die objektive Betroffenheit dagegen misst die Anzahl der Anspruchsgruppen. 
Daneben existiert auch eine Einteilung in eine stofflich-energetische (z. B. Ressourcenverbrauch, Luftverschmutzung) und eine sozio-ökonomische Ebene (gesellschaftliche Erwartungen, rechtliche Auflagen).

### Klassifikation
Zum einen ist hier zu nennen die marktbezogene Betroffenheit, die sich aus Umweltschutzforderungen von Kunden, des Handels oder der Konkurrenten ergibt. So fordern z. B. die Kunden umweltfreundliche Produkte (Ökologie-Pull). Zum anderen entsteht die gesellschaftspolitische Betroffenheit durch Umweltgesetze des Staates (z. B. Kreislaufwirtschafts- und Abfallgesetz), Umweltschutzorganisationen oder Medien. Die Umweltgesetzgebung, die in einem Ökologie-Push resultieren kann, hat dabei den größten Einfluss.

## Indikatoren
Einige Faktoren beeinflussen die Betroffenheit des Unternehmens. Dies sind vor allem die Branchenzugehörigkeit (Chemieunternehmen vs. Bank) und die Unternehmensgröße. Aber auch die Anzahl und Größe der Anspruchgruppen spielen eine wichtige Rolle.

## Betroffenheitssituation
Ist ein Unternehmen potenziell betroffen, dann gibt es nur geringe Forderungen von Anspruchgruppen. Die Öffentlichkeit setzt sich mit diesem Thema kaum auseinander. Eine latente Betroffenheit liegt dann vor, wenn das Thema bereits angesprochen und Forderungen gestellt wurden. Diese Betroffenheit ist noch nicht strategisch bedeutend, aber sie sollte bereits Beachtung innerhalb des Unternehmens finden. Werden Forderungen laut und von vielen Anspruchsgruppen geltend gemacht, dann ist ein Unternehmen aktuell betroffen.